# بقر إفريقي
البقر الأفريقي والمعروف أيضًا باسم الأفريكي، عبارة عن سلالة من الماشية التي تعود أصولها إلى جنوب أفريقيا. وهي سلالة من أبقار سلالة التورين- إنديجين («السانغا») الأصلية في جنوب إفريقيا. عُرفت عندما كانت قبائل الخويخوي ترعى قطعان ماشية السانغا الضخمة عندما قام الهولنديون بتأسيس مُستعمرة كيب في عام 1652.

## التاريخ
يُعتقد أن أسلاف ماشية البقر الأفريقي نشأت في السهول الآسيوية، قبل أن تُهاجر إلى إفريقيا قبل حوالي 2000 عام. انتقلت الماشية تدريجيا جنوباً عبر القارة السوداء. كان البقر الأفريقي يتشارك في التعايش مع سلالات أبقار النوني ودراكنز برجر. لكنها تباعدت هذه سلالات غالبًا ما بين 655 و960 عامًا. تشير الدلائل في أقوال البحارة البرتغاليين إلى أن قطعان الأبقار التي تشبه الأفريقي قد احتفظت بها قبائل الخويخوي منذ القرن الخامس عشر على أقل تقدير.
كادت أن تنقرض هذه السلالة في أوائل القرن العشرين خلال حرب البوير الثانية، واستنزفت أعدادها بسبب الدمار وتفشي مرض الطاعون البقري الذي أدى إلى خفض إجمالي عدد الماشية في البلاد إلى النصف. بعد الحرب، وضعت برامج في البلاد للحفاظ على هذه الأنواع من الابقار.
في عام 1912، تم تشكيل أول كتاب يُدرس لسلالة الأفريقي في جنوب أفريقيا من أجل السيطرة على تكاثر هذه السلالة. ومع ذلك، بسبب الأعداد المُستنفدة حديثًا من أبقار الأفريكانر، حدثت درجة عالية من تزواج هذه الأبقار في هذا الوقت.
اقترح في عام 1923 إرسال العديد من أبقار الأفريكي إلى الولايات المتحدة،  وعام 1932 استوردت الحكومة الأمريكية قطيعًا منها لإدخال دماء جديدة من الحيوانات إلى ساحل الخليج. عام 1929، تم تقديم هدية من قبل جمعية مربي الماشية الأفريكية في جنوب إفريقيا إلى الملك جورج الخامس تتكون من ثور واثنين من هذه الأبقار. كما وصل أول خمسة ابقار من الأفريكي إلى أستراليا في عام 1953، ونُقلوا إلى محطة بلمونت التابعة لهيئة البحوث الأسترالية (CSIRO) للبحث والدراسة في إمكانية تكيفهم مع المناخ الأسترالي. تم استيراد الابقار من تكساس وفلوريدا.
خلال النصف الأول من القرن العشرين، كان يتم تربية أبقار الأفريكي لتقليل حجم الأسنامة من ظهورها، حيث كان ذلك قبيحًا ومرفوضاً بالنسبة للمزارعين الذين اعتادوا على شكل ماشية التورين.
كانت سلالة البقر الأفريقي هي أكثر سلالات الماشية وفرة في جنوب إفريقيا حتى سبعينيات القرن العشرين، إلا أن المشكلات المرتبطة بالزواج من نفس السلالة وانخفاض الخصوبة أدى إلى انخفاض فترة تكاثرها، وانخفضت شعبيتها بين المزارعين المحليين. ربما ساهمت تهجين هذه الابقار مع سلالات الماشية الغريبة في انخفاض أعدادها،  على غرار إدخال أبقار البراهمان الأمريكية في جنوب إفريقيا.

## خصائص التكاثر
البقر الأفريقي عادة ما يكونون ذو لون أحمر غامق. لديهم سنام عنق الرحم صغيرة نموذجية ومشابهة لماشية السانغا. البقر الأفريقي هي سلالة ذات عضلات قوية وسميكة، مع أرجل طويلة وجسم ضحل. ولديها قرون طويلة تتجه نحو الأعلى، كما أن ثيرانها تزن غالباً 820-1,090 كجم، والأبقار تزن 450-600   كلغ. الساقين هي منجلية الشكل قليلأ. لديهم مقاومة جيدة ضد الأمراض التي تنقلها القردة والحيوانات الآخرى. تتكيف بشكل جيد مع الظروف المحلية الحارة والقاحلة،  حيث أن الغدد العرقية في جلدها أكثر نشاطًا من تلك الموجودة في الماشية التورينية. هذا يجعلها أكثر تكيفاً مع الحرارة مقارنتاً مع السلالات الأوروبية. فهي أكثر اقتصاداً ويجدر الحفاظ عليها، ويمكن الاحتفاظ بعدد أكبر منها على قطعة الأرض الزراعية كما في الأبقار الأوروبية. كما أنها ذات مزاج جيد وسهل التعامل معها.
يتمتع البقر الأفريقي بخصوبة جيدة قي مناطقها، ويمكن أن يستمروا في الصمود والاستمرار في الحياة فوق 16 عامًا،  ومع تسجيلات تظهر بأن تصل 21 عامًا. عاتاً الأبقار أمومة للغاية، وتهتم الأنثى في كثير من الأحيان بعدد من عجولها في حين أنها ترعى في مكان آخر. لديهم القليل من المشاكل في الولادة، بسبب بنية الخلفية والأحجام الصغيرة للعجل (30-35)   كلغ). كما لديهم مُعدل وفيات منخفضة للعجول على الرغم من الانخفاض التاريخي في أرقام هذه السلالة. إلا أن هناك درجة متوسطة إلى عالية نسبياً في التباين الوراثي داخل هذا الصنف مع تواجد العديد من زواج الأقارب.

## الاستخدامات
استخدم الخويخوي ابقار الأفريقي للحومها والحليب أيضاً. كما يستخدمونها في المقام الأول كحيوانات تجارية بعد الاستيطان الأوروبي، وغالبًا ما يتم قيادتهم في قطعان كبيرة  تضم 14 حيوانًا. يتم تربيتها وتهحينها لتلائم بشكل أفضل مع مُحيطها. كما أنها تستخدم كأبقار حلوب، وإن كانت أقل شيوعًا، وتنتج محتويات الزبد ومشتقاتها أعلى من سلالات الأبقار الأخرى، وبدون الحاجة إلى تغذية إضافية. كانت ثيران الأفريقي ترسم على عربات التي حملت المستوطنين الأوروبيين اثناء هجرتهم في الرحلة العظمى.

### التجارة
يستخدم البقر الأفريقي للأغراض التجارية ولإنتاج اللحم البقري، وغالبًا ما يتم تهجينها مع سلالات أخرى من أجل تحسين جودة اللحوم، لا سيما فيما يتعلق بطراوة اللحوم وجودتها، وكذلك قدرتها الأكبر في إضافة الوزن إلى الأعلاف ذات الجودة الرديئة. يشجع مجتمع السلالات في جنوب إفريقيا استخدام البقر الأفريقي كخط للسدود وللتهجين.

### التهجين
التهجين مع البقر الأفريقي يزيد من عدم قدرتها على تحمل الحرارة لسلالات التورين. ماشية بونسمارا هي نتيجة لاندماج بقر الأفريقي مع بقر هيريفورد والابقار ذات القرون القصيرة. تم تهجينها خلال الستينيات. الماشية بلمونت الأحمر هي نتيجة لاندماج الأفريكان مع هيريفورد وشورثورنز من خلال هيئة البحوث الأسترالية في روكهامبتون، كوينزلاند. تم تربيتها في محاولة لإنتاج سلالة أكثر ملاءمة لإنتاج لحوم الأبقار في المناطق الجافة والحارة في أستراليا.